# Ким, Илья (Герой Социалистического Труда, 1951)
Илья Ким (17 сентября 1917 года, деревня Красатуск, Никольск-Уссурийский уезд, Приморская область — 8 июня 1998 года, Галабинский район, Узбекистан) — звеньевой колхоза имени Микояна Нижне-Чирчикского района Ташкентской области, Узбекская ССР. Герой Социалистического Труда (1951).

## Биография
Родился в 1917 году в крестьянской семье в селе Красатуск Никольск-Уссурийского уезда. В 1937 году депортирован на спецпоселение в Ташкентскую область Узбекской ССР. С начала 1950-х годов работал рядовым колхозником, бригадиром 1-й полеводческой бригады в колхозе имени Микояна (позднее — имени Свердлова) Нижне-Чирчикского района.
В 1950 году бригада Ильи Кима получила в среднем с каждого гектара по 92,5 центнеров зеленцового кенафа на участке площадью 8,8 гектара. Указом Президиума Верховного Совета СССР от 17 июля 1951 года удостоен звания Героя Социалистического Труда с вручением ордена Ленина и золотой медали «Серп и Молот».
С 1966 года проживал в Ставропольском крае. Трудился бригадиром корейской бригады на выращивании бахчевых, лука и риса в станице Галюгаевская Курского района.
В 1976 году вышел на пенсию. Персональный пенсионер РСФСР. В 1987 году в Узбекистан, где проживал в посёлке 9-е отделение Галабинского района.
Скончался в июне 1998 года. Похоронен в посёлке Мингчинар (бывший колхоз имени Свердлова) Куйичирчикского района.